# Hôtel de Claude Trutat
L'hôtel de Claude Trutat ou hôtel Quatremère de Quincy est un hôtel particulier situé à Paris en France,, situé au no 14 de la rue de Condé, dans le 6e arrondissement de Paris.

## Historique
Il a été construit vers 1631 pour Jacques Gontier, conseiller au Parlement de Paris.
Il fut occupé par Claude Trutat au XVIIIe siècle, notaire au Châtelet, qui donnera son nom à cet hôtel.
Eugène Müntz, membre de l'académie, ainsi que Henry de Jouvenel, ministre et sénateur, y ont résidé,,. L'architecte et homme politique Antoine Chrysostome Quatremère de Quincy y a habité et y est mort le 28 décembre 1849.

## Description
Côté rue, l'entrée est marquée par un portail de style Empire à vantaux de bois. Les façades dans leur aspect actuel datent du début du XIXe siècle.
À l'intérieur, on y trouve encore un riche décor qui a été préservé malgré les modifications de l'extérieur,. Notamment une pièce dotée d'un plafond à poutres et solives apparentes. Le salon de l'hôtel, décoré de lambris en chêne avec des dessus de porte en grisaille réalisés par Joseph-Ignace-François Parrocel en 1776, date de l'époque de Claude Trutat.

## Parties protégées
Les parties suivantes de l'édifice ont été inscrites aux monuments historiques :
- Une pièce contenant le plafond à poutres et solives apparentes, le salon décoré de lambris en chêne et le petit cabinet de travail circulaire (classement par arrêté du 15 février 1949)[1].